# بريتاني بوك
بريتاني بوك (بالإنجليزية: Brittany Bock)‏ (11 أبريل 1987 في الولايات المتحدة - ) هي لاعبة كرة قدم أمريكية في مركز الوسط. شاركت مع منتخب الولايات المتحدة تحت 20 سنة للسيدات لكرة القدم. أما مع النوادي، فقد لعبت مع سكاي بلو وشيكاغو رد ستارز ووسترن نيويورك فلاش وهيوستن داش وWashington Freedom (soccer) ‏ ووسترن نيويورك فلاش وMagicJack (WPS) ‏ وF.C. Indiana ‏ وVittsjö GIK ‏ وLos Angeles Sol ‏.

## وصلات خارجية
- بريتاني بوك على موقع الاتحاد الدولي (مؤرشف)  (الإنجليزية)
- بريتاني بوك على موقع قاعدة بيانات كرة القدم.إي يو (الإنجليزية)
- بريتاني بوك على موقع Soccerway.com (الإنجليزية)
- بريتاني بوك على موقع عالم كرة القدم.نت (الإنجليزية)